# 卡利尼夫卡 (新特羅伊齊克區)
46°18′40″N 34°26′20″E / 46.31111°N 34.43889°E
卡利尼夫卡（烏克蘭語：Калинівка）是位於烏克蘭南部的村莊，由赫爾松州海尼切斯克區的新特羅伊齊克市鎮負責管轄。該村始建於1928年，面積18.8平方公里，海拔高度20米，2001年人口263，人口密度每平方公里14人。